# Бертолаччи, Андреа
Андреа Бертолаччи (итал. Andrea Bertolacci; 11 января 1991, Рим, Италия) — итальянский футболист, полузащитник «Кремонезе», выступающий на правах аренды за клуб «Фатих Карагюмрюк». Выступал в сборной Италии.

## Биография

### Клубная карьера
Бертолаччи начал свою карьеру в академии «Ромы». В январе 2010 перешёл на правах аренды в «Лечче». Андреа забил первый гол за «Лечче» против «Ювентуса».
Летом 2012 «Дженоа» приобрела 50 % прав на Бертолаччи. 23 июня 2015 года «Рома» вернула свои 50 % прав на Бертолаччи за €8,5 миллионов.
29 июня 2015 года перешёл в «Милан» за 20 миллионов евро. Контракт заключён до 30 июня 2019 года.
15 июля 2017 года перешёл на правах аренды в «Дженоа» до конца сезона.
В 2019 году Андреа подписал контракт с «Сампдорией». Соглашение рассчитано до 30 июня 2020 года. в «Сампдорию» игрок перешёл на правах свободного агента.

### Карьера в сборной
9 ноября 2014 года Андреа был вызван Антонио Конте в основную сборную Италии на отборочные игры Евро-2016 против Хорватии.

## Достижения
- Обладатель Суперкубка Италии: 2016